# علم المملكة العراقية
علم المملكة العراقية الهاشمية الذي تم اعتماده كأول علم للعراق عند إنشاء المملكة العراقية الهاشمية في عهد الانتداب. وكان العلم يحوي خطوطاً أفقية بالترتيب ألوانها مسطرة من الأعلى الى الاسفل بالأسود فالأبيض ثم الأخضر، مع شبه منحرف أحمر في جانب السارية، واحتوى نجمتين سباعيتين باللون الأبيض، أقِرَّ العَلمُ فعليًا مع القيام بتاريخ 23 آب 1921 ميلادية. وقد اُستمِدت هذه الألوان الخضرة والسواد والبياض والحمرة المكونة للعلم العراقي من أحد أبيات منظومة قصيدة الشاعر العراقي صفي الدين الحلي في أواخر القرن الثالث عشر حتى منتصف القرن الرابع عشر؛ والمتضمنة التعابير والكلمات الآتية:
| خُضرٌ مَرابِعُنَا حُمرٌ مواضينَا | بِيضٌ صَنَائِعُنَا سُودٌ وقَائِعُنَا |

فيما بعد تم إعتماد علم آخر؛ مع تأسيس الاتحاد العربي الذي وقع بين العراق والاردن اللاتي يحكمها الهاشميون، ومع تأسيسه تم اعتماد علم جديد هو علم الاتحاد العربي بتاريخ 1 كانون الثاني 1958 ميلادية، تم استبدال علم المملكة العراقية مع نهاية الملكية العراقية وقيامة الجمهورية العراقية بتاريخ 14 تموز 1958 ميلادية.

## خلفية تاريخية
كان العلم الأول للعراق الحديث في العراق الانتدابي، وتم تبنيه عام 1921. كان علمًا أفقيًا مكونًا من شرائط أفقية بترتيب أسود - أبيض - أخضر، مع مثلث أحمر يمتد من جانب السارية.
سرعان ما تم تغييره إلى نسخة جديدة مع شبه منحرف أحمر ليحل محل المثلث، بالإضافة إلى نجمتين سباعيتين بيضاويتين ترمزان إلى المحافظات 14 في المملكة. وتصميم العلم وألوانه مشابهان لتصميم علم الثورة العربية الكبرى خلال الحرب العالمية الأولى.
ظل هذا العلم مستخدماً طيلة العهد الملكي العراقي اللاحق. الى أن تم استبداله بعد نهاية الملكية العراقية في حركة 14 تموز عام 1958 ميلادية، ليقوم بدله النظام الجمهوري فتم وضع علم جديد للجمهورية العراقية.

علم الجمهورية العراقية 1 كانون الثاني 1959–31 تموز 1963

## نشيد علم المملكة العراقيّة الهاشميّة
العلم شعار الأمّة و رمز الاستقلال و الرفعة، نشيد العلم للشاعر الأستاذ معروف أفندي الرصافي (نظمه خصيصا للكناف العراقي)
نشيد العلم المملكة العراقيّة الهاشميّة
- يَاٰ عَلَمَ الأُمَّة إِنَّاٰ مَعَكَ  ** حَتمٌ عَلَينَاٰ لَكَ أَن نُرفِعَهُ
- مُرنا بِمَا شِئت فَتَأرِخُنَا  ** يُكفَلُ مِنَّا أَن نَسمعك
- وَسِرّ إِلَىٰ مَاٰ رمت مِنْ سُؤدد ** فَالوَاٰجِبُ الأَقدَسُ أَن نَتبَعُك
- فِيكَ شَيَّات أربع لَم تُنزل ** توضح لِلنَّاسِ بِهَا منزعك
- تعترف النَّاس لَنَـا بِالعُلَىٰٓ ** إِذ رَأَت أعيُنَهُم أربَعُك
- هُنَّ رُمُوز لِعُصُورٍ مَضَت ** بِالعِزّ لِلشَعبِ الَّذِي أبدعك
- يَا عَلَمَ العَرَبِ وسمعت العُلَىٰٓ ** مَاٰ أضيَق الدهرِ وَ مَاٰ أوسَعُك
- أودعُك الخَاٰلِق تَأرِيخنا ** فَأٓخفق عَلَىٰ الأَرضِ بِمَاٰ أودعك

## الرمزية والأبعاد
وقد اُستمِدت هذه الألوان من أحد أبيات قصيدة الشاعر صفي الدين الحلي.
خُضرٌ مَرابِعُنَا حُمرٌ مواضينَا بِيضٌ صَنَائِعُنَا سُودٌ وقَائِعُنَا
وقد جاء في القانون الأساسي العراقي، الذي أقر عام 1925 شكل العلم على التالي: «طوله ضعفا عرضه ويقسم أفقياً إلى ثلاثة ألوان متساوية ومتوازية أعلاها الأسود فالأبيض فالأخضر على أن يحتوي على شبه منحرف أحمر من جهة السارية تكون قاعدته العظمى مساوية لعرض العلم والقاعدة الصغرى مساوية لعرض اللون الأبيض وارتفاعه ربع طول العلم وفي وسطه كوكبان أبيضان ذو سبعة أضلاع يكون على وضع عمودي يوازي السارية».

## أعلام متشابهة

علم الأردن
علم الثورة العربية الكبرى
علم مملكة الحجاز الهاشميّة (1917 - 1920)
علم مملكة الحجاز الهاشمية (1920 - 1926)
علم فلسطين
علم المملكة السورية
علم إمارة شرق الأردن
علم الإتحاد العربي الهاشمي
(كجزء من مملكة الحجاز ونجد وملحقاتها (1926 1932)
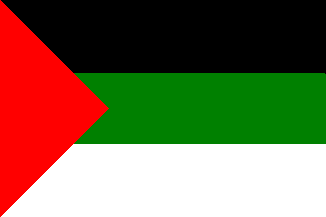
علم الادارة العربية البنانية في لبنان

## اقرأ ايضًا
- علم العراق
- المملكة العراقية
- علم الجمهورية العراقية